# Nagpur
Nagpur (marathi नागपूर, trl. Nāgpur, trb. Nagpur; ang. Nagpur) – miasto w środkowej części Indii, w stanie Maharashtra, na wyżynie Dekan nad rzeką Nag, na wysokości 310 metrów. Około 2 mln mieszkańców.
Nagpur jest 13 co do wielkości miastem w Indiach i 114 na świecie.
W mieście rozwinął się przemysł bawełniany, taboru kolejowego, maszyn rolniczych, spożywczy, materiałów budowlanych, papierniczy oraz poligraficzny.

## Toponimia

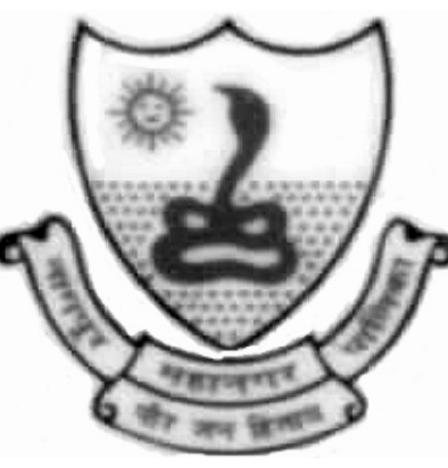
Pieczęć Nagpuru

Nagpur wzięło swoją nazwę od rzeki Nag, nad którą leży. Z kolei nazwa Nag, oznaczająca w języku marathi kobrę pochodzi od wijącego się koryta tej rzeki. Sylaba „pur” jest popularną końcówką nazw miejscowości w Indiach i najczęściej tłumaczona jest jako „miasto”. Kobra widnieje również na pieczęci miejskiej Nagpuru.
Nagpur jest słynne z rosnących tam pomarańczy i w związku z tym nosi przydomek „Miasto pomarańczy”.